# Beavis and Butt-Head (videogioco)
Beavis and Butt-head è un videogioco basato sulla serie animata Beavis and Butt-head e vede i due protagonisti cercare il biglietto strappato in più parti per poter assistere al concerto dei GWAR, nella versione per Mega Drive. Nella versione SNES, invece, il loro obiettivo è arrecare più danno possibile in giro per potersi aggiudicare l'entrata gratis al concerto. La versione SNES fu sviluppata dalla Realtime Associates, mentre la NuFX provvide per quella Game Gear e la Radical Entertainment, invece, sviluppò quella Mega Drive. Tutte e tre furono comunque distribuite unicamente dalla Viacom New Media nel 1994. La versione Game Boy fu successivamente sviluppata dalla Torus Games e poi pubblicata dalla GT Interactive e distribuita nel 1998 dopo il finale della serie e la cancellazione da MTV.